# Sein Name war Parrish
Sein Name war Parrish (Originaltitel: Parrish) ist ein US-amerikanischer Spielfilm unter der Regie von Delmer Daves aus dem Jahr 1961. Er basiert auf dem Roman Parrish von Mildred Savage.

## Handlung
Die Witwe Ellen McLean kommt mit ihrem Sohn Parrish nach Connecticut auf die Tabak-Plantage von Sala Post. Dieser ist ebenfalls verwitwet, und Ellen soll für seine älteste Tochter Alison die Anstandsdame geben. Parrish beginnt mit der Arbeit auf der Plantage und beginnt eine Affäre mit dem Farmermädchen Lucy. Der junge Mann interessiert sich allerdings auch für Alison und beginnt auch mit ihr eine Romanze. Seine Mutter Ellen heiratet den Tabakmagnaten Judd Raike. Parrish zieht mit seiner Mutter in das Haus von Judd Raike und soll nun für seinen Stiefvater arbeiten. Der führt das Tabakgeschäft mit seinen zwei Söhnen Edgar und Wiley skrupellos im Kampf gegen seinen Konkurrenten Sala Post, was auf den Widerwillen von Parrish stößt. Er kündigt und geht zur Navy.
Alison fühlt sich von Parrish verlassen und heiratet aus Trotz Wiley Raike. In der Zwischenzeit ist Lucy schwanger von Edgar Raike.
Zwei Jahre später kommt Parrish zurück. Er pachtet Land von Sala Post. Sala Post hat den Konkurrenzkampf mit Judd Raike mittlerweile aufgegeben. Parrish hat jedoch Mühe, Feldarbeiter für seine Plantage einzustellen, da die Arbeiter die Repression von Judd Raike fürchten. Wider Erwarten erhält Parrish Unterstützung von Paige Raike, der jungen Tochter von Judd. Sie organisiert unter ihren Schulkameraden für die Wochenenden Arbeitsgruppen für die Feldarbeit. Die Ernte scheint so zunächst gesichert. Edgar Raike versucht schließlich, die Felder von Parrish in Brand zu setzen, wird dabei allerdings von Parrish ertappt. Parrish verprügelt ihn vor den Augen von Judd Raike. Judd kommt seinem Sohn nicht zur Hilfe und erkennt, dass Parrish den Kampf um seine Tabakpflanzung und letztendlich auch um das Herz von Paige Raike gewonnen hat.

## Hintergrund
Die Rolle der Ellen McLean war die letzte Kinorolle für Claudette Colbert. In einer kleinen ungenannten Rolle ist Vincent Gardenia zu sehen.
Die Romanvorlage Parrish von Mildred Savage ist im deutschen Sprachraum unter den Titeln Parrish, Sein Name war Parrish und Im Tal der heißen Erde erschienen.

## Kritiken
„Seichte Unterhaltung, die auch durch Altstar Claudette Colbert nicht besser wird und bestenfalls unfreiwillige Komik produziert.“

„Mit allen Klischees des Südstaatenmelodrams um Stolz, Leidenschaft und Vorurteil inszeniert. Eine Nebenarbeit des Regisseurs von Der gebrochene Pfeil. (Wertung: 1 von 4 möglichen Sternen – schwach)“